# Elezioni parlamentari in Mongolia del 2020
Le elezioni parlamentari in Mongolia del 2020 si sono tenute il 24 giugno per il rinnovo del Grande Hural di Stato, il parlamento del paese.
Esse hanno visto la riconferma al governo del Partito del Popolo Mongolo (MAN) che, avendo ottenuto 62 seggi, ha mantenuto, seppur con un leggero calo delle preferenze e seggi, la maggioranza qualificata di oltre i 2/3 in assemblea. D’altro canto, invece, il Partito Democratico (AN), riconfermatosi il secondo partito con ben 11 seggi, ha così aumentato leggermente, ottenendo due seggi in più, il suo ruolo di maggiore fazione d’opposizione, coadiuvato da altre formazioni più piccole e minori.

## Sistema elettorale
In seguito all'approvazione di una nuova legge elettorale nel 2019, per le elezioni parlamentari è previsto l’utilizzo di un sistema maggioritario limitato attuato in vari collegi plurinominali. In questo caso, dunque, la legge elettorale afferma che la formazione che ottenga più voti riceva la maggioranza dei seggi, mentre la minoranza sia assegnata al partito giunto secondo in quella determinata zona.
In tal senso, molte sono state le critiche rivolte a quest’ultima, principalmente per l’esclusione e la marginalizzazione di formazioni politiche più piccole e per l’impossibilità di molti cittadini all’estero di poter votare, non potendo essere ascritti a nessuna circoscrizione.

## Risultati
| Partito del Popolo Mongolo (MAN)                  | 1 795 793 | 44,93 | 62 |  |  |  |
| Partito Democratico (AN)                          | 978 890   | 24,49 | 11 |  |  |  |
| La Nostra Coalizione (TBE)                        | 323 675   | 8,10  | 1  |  |  |  |
| Coalizione Unita dei Cittadini Giusti (SINE)      | 213 812   | 5,35  | —  |  |  |  |
| Coalizione Elettorale della Persona Giusta (ZKEE) | 209 104   | 5,23  | 1  |  |  |  |
| Altri (<1,05%)                                    | 127 191   | 3,18  | —  |  |  |  |
| Indipendenti                                      | 348 078   | 8,71  | 1  |  |  |  |
| Totale                                            | 3 996 543 | 100   | 76 |  |  |  |
|                                                   |           |       |    |  |  |  |
| Schede bianche                                    | 2 374     | 0,16  |    |  |  |  |
| Schede nulle                                      | 0         | 0,00  |    |  |  |  |
| Votanti                                           | 1 475 895 | 73,65 |    |  |  |  |
| Elettori                                          | 2 003 969 |       |    |  |  |  |

Nota: Il totale esposto, 3.996.543, non corrisponde al totale dei singoli voti espressi per un partito, bensì la somma delle preferenze totali: poiché infatti il sistema elettorale mongolo, permette di esprimere varie preferenze per i candidati, ogni elettore può esprimerne plurime ed il numero totale, conseguentemente, è maggiore. Il numero di voti validi è dunque di 1.473.521 (99,84%).
Nota: Nel processo elettorale del paese, le schede bianche e nulle sono accorpate.